# Municipio de Santiago Ixcuintepec
El municipio de Santiago Ixcuintepec (en náhuatl: ixcuin ‘cabeza de perro’, tepetl ‘cerro’; 'cerro con cabeza de perro') es un municipio de 1,598 habitantes situado en el Distrito de Mixe, Oaxaca, México.

## Demografía
En el municipio habitan 1,598 personas, de las cuales, 75% hablan una lengua indígena. Existe un grado de marginación muy alto, el 74% de la población vive en condiciones de pobreza extrema.

## Organización
En el municipio se encuentran los siguientes poblados:
| Nombre de la localidad       | Población 2010 |
| Santiago Ixcuintepec         | 1,361          |
| La Nueva Reforma del Camarón | 79             |
| Panteón Viejo                | 64             |
| Colonia Santa Cruz           | 48             |
| Guajinicuil                  | 11             |
| El Morro                     | 4              |
| Corral de Piedra             | 1              |